# کلیر گروگن
کلیر گروگن (انگلیسی: Clare Grogan؛ زادهٔ ۱۷ مارس ۱۹۶۲) خواننده و بازیگر اهل بریتانیا است.ref>"Clare Grogan". Retrieved 9 February 2020.</ref>
از فیلم‌ها یا برنامه‌های تلویزیونی که وی در آن نقش داشته است، می‌توان به آسایش و خوشی، بلات در چشم‌انداز و دختر گرگوری اشاره کرد.